# Callistoprionus fasciatus
Callistoprionus fasciatus là một loài bọ cánh cứng trong họ Cerambycidae.